# Ислам Макхачев
Ислам Рамазанович Махачев (27. октобар 1991) јесте руски професионални ММА (мешовите борилачке вештине) борац и бивши самбо такмичар. Професионално се такмичи од 2010. године. Макачев је био светски шампион у борбеном самбоу са 74 килограма у 2016. Тренутни је шампион највеће ММА организације УФЦ у лакој категорији  где наступа од 2014. године.

## Младост
Макачев је рођен у Махачкали и одрастао у селу Бурши (тада део Дагестанске АССР, Совјетски Савез, сада део Републике Дагестан, Русија) заједно са бившим шампионом лаке категорије Хабибом Нурмагомедовим који је сада део Исламовог тима. Почели су заједно тренирајући борбену самбу, а затим су своје таленте пренели у мешовите борилачке вештине. Макачев је навео неколико пута како не би био човек какав је сада без његовог животног и спортског тренера Абдуламанап Нурмагомедова који га је увео у свет борилачких вештина.
На Светском првенству у борбеном самбоу 2016. освојио је златну медаљу. У финалном мечу победио је Бугарина Валентина Бенишева са 7:0.

## Каријера мешовитих борилачких вештина

### M-1 Global
Макачев је дебитовао у M-1 Global против Тенгиз Гучуа 12. фебруара 2011. године. Ислам је завршио меч победом у првој рунди.
Наставио је свој низ победа против Мансура Барнауиа, 9. априла 2013. године, затим против непораженог црног појаса у бразилској џијуџици Рандер Хуниа, 21. Аугуста 2013.,Јури Ивлев 7. јуна 2014. и Ивица Трусцек 7. Септемвра 2014. Након чега је наставио своју каријеру у највећој ММА лиги УФЦ

### Ultimate Fighting Championship[6]
2. октобра 2014, Макачев је потписао уговор од четири борбе са УФЦ-ом.
Започео је своју УФЦ каријеру на добар начин, поразивши Леа Кунца у само две рунде.
Након чега је 3. октобра 2015. претрпео свој први пораз у ММА каријери од стране бразилца Адриана Мартинса.
16. априла 2016. године његов покушај да исправи свој УФЦ  рекорд је заустављен након што је разоткривен за коришћење недозвољених антиисхемичних супстанци (мелдонијум). Суспензија Макачева је уклоњена након саслушања 2. јула 2016.
17. септембра 2016. године наставио је своју каријеру победом над Крисом Вејдом.
Макачев је да би дошао до борбе за титулу морао да прође кроз десет непоражених мечева. Почевши од Криса Вејда, па затим и Ник Лентз, Глеисон Тибау, Кајан Џонсон, Арман Царукјан, Дави Рамос, Дру Добер, Тијаго Мозес, Ден Хукер и Боби Грин
У наведених десет мечева Макачев је успео да заврши шест противника пре истека времена што га је чинило највећом претњом за тадашњег шампиона. То му је донело прилику за
```
највећи тест у његовој каријери.
```

### УФЦ[6]шампион у лакој категорији

#### Макхачев против Оливеире
22. октобра 2022. Махачов се суочио са Чарлсом Оливеиром за УФЦ  првенство у лакој категорији на УФЦ 280. Макачев је меч и титулу освојио у другој рунди гушењем руком након што је ударцем оборио Оливеиру. Овом победом, добио је бонус за најбољег борца вечери.
У новембру 2022. године, Макачев је одликован орденом „За заслуге у Републици Дагестан“ за своја достигнућа у борилачким вештинама.

#### Макачев против Волкановског
12. фебруара 2023. Макачев је по први пут одбранио титулу против УФЦ шампиона у полутешкој категорији Александра Волкановског. на УФЦ 284. Макачев је победио једногласном одлуком. Ова борба му је донела награду за борбу вечери.

## Титуле
- Ултимате Фигхтинг Цхампионсхип[6]
  - УФЦ првенство у лакој категорији (једном, тренутно)
    - Једна успешна одбрана титуле

  - Борба ноћи (два пута) против Армана Циракјана и Александра Волкановског
  - Наступ вечери (једном) против Чарлса Оливеире
  - Најмање значајних удараца по минути у историји УФЦ лаке категорије (1.24)
  - Изједначен ( Тони Фергусон) за други најдужи низ победа у историји УФЦ лаке категорије (11)[6]
- ПроФЦ
  - ПроФЦ Унион национални куп
  - Поднесак месеца за март 2021. против Дру Добера
  - Октобарски поднесак месеца 2021. против Дан Хукера
  - Октобарски поднесак месеца 2022. против Чарлс Оливеире
  - Предмет године 2022. против Чарлс Оливеире[12]

### Самбо
- Међународна аматерска самбо федерација (ФИАС)
  - Освајач златне медаље на Светском првенству у борбеном самбоу 2016
- Светска федерација за борбени самбо (не ФИАС)
  - Светски шампион у борбеном самбоу
- Борбени самбо федерација Русије
  - Руски државни шампион у борбеном самбоу (четири пута)
- Сверуски
  - Шампион Руске националности 2016. ( Светска тимска суђења-ФИАС )

### Рвање
- УВВ Руска греплинг федерација
  - Севернокавкаски федерални округ 1